# 八千穂高原インターチェンジ
八千穂高原インターチェンジ（やちほこうげんインターチェンジ）は、長野県南佐久郡佐久穂町にある中部横断自動車道のインターチェンジである。
建設中の仮称は八千穂インターチェンジ（やちほインターチェンジ）であった。
これより先の長坂JCTまでの間は、事業化以前の状態（基本計画区間）である。「中部横断自動車道#長坂JCT - 佐久小諸JCT間」を参照。

## 道路
- E52 中部横断自動車道

## 歴史
- 2016年（平成28年）12月27日：IC名称が「八千穂IC」から「八千穂高原IC」に正式決定[1]。
- 2018年（平成30年）
  - 3月18日：八千穂高原IC ｰ 佐久南IC間の開通を祝した「開通記念プレイベント」が開催[2]。
  - 4月28日：八千穂高原IC - 佐久南IC間開通に伴い、供用開始[3]。

## 周辺

### 教育・行政
- 佐久穂町役場八千穂庁舎
- 南佐久中部森林組合
- 佐久穂町立 八千穂保育園

### 医療・福祉
- 佐久穂動物病院
- メモリアルホールみつわ

### レストラン・ショッピング
- 道の駅八千穂高原
- コメリハード&グリーン 小海店

### 観光・娯楽施設
- 八千穂高原スキー場
- 奥村土牛記念美術館

### 宿泊施設
- 篠屋旅館

### 金融機関・公的機関
- 日本郵便 八千穂郵便局
- 東京電力リニューアブルパワー 穂積発電所

### 公共交通機関
- JR小海線 八千穂駅、高岩駅

## 接続する道路
- 直接接続
  - 国道299号 （メルヘン街道）
- 間接接続
  - 国道141号
  - 佐久南部広域農道

## 隣
E52 中部横断自動車道
八千穂高原IC - 佐久穂IC

## その他
接続道路である国道299号は谷間を走る道路であり本線との高低差が大きい。また、周囲を流れる大石川を跨ぐ必要があるため、本インターチェンジには橋梁状の長大なランプウェイが建設される。
当ICは英語表記において「Yachiho-kogen」ではなく「Yachiho Heights」と表記されている。空港近隣のインターチェンジ（関西国際空港ICなど）や自治体名由来（南アルプスICなど）を除けば、高速自動車国道において英語が入っている珍しいインターチェンジ名となっている。